# Balclutha uncinata
Balclutha uncinata är en insektsart som beskrevs av Kuoh 1987. Balclutha uncinata ingår i släktet Balclutha och familjen dvärgstritar. Inga underarter finns listade i Catalogue of Life.